# Sala d'Armes Montjuïc
La Sala de Armas Montjuic (en catalán y oficialmente Club d'Esgrima Sala d'Armes Montjuïc) es el club de esgrima más antiguo e importante de Cataluña, tanto por el número de socios como por los resultados deportivos. Se practican las tres modalidades de esgrima deportiva (espada, florete y sable). También cuenta con secciones de esgrima teatral, esgrima histórica y esgrima paralímpica, con instalaciones adaptadas.
A nivel deportivo, ha estado tres veces campeón de la Copa del Rey de esgrima (1978, 1979 y 2012), premio otorgado por la Real Federación Española de Esgrima al club que acumula más puntos a los campeonatos de España en todas las modalidades y categorías por equipos.
Desde sus inicios ha formado a numerosos campeones de Cataluña y España, como también integrantes de la selección española, con la cual han participado en Campeonatos del Mundo y Juegos Olímpicos.
Se fundó el junio de 1977 en Barcelona. En sus orígenes, ocupaba la planta superior de las Piscinas Bernat Picornell de Montjuic, de allí el nombre del club. En el año 1987, a causa de la remodelación de las piscinas de cara en los Juegos Olímpicos, tuvo que abandonar la sede y se trasladó al Complejo Deportivo Municipal Reina Elisenda en pleno barrio barcelonés de Sarriá. Tres años después de la fundación, el 1980, el club se dividió en dos, con la creación del Club de esgrima Fides. Este nuevo club de esgrima funcionó independientemente de SAM, hasta que en el 2007 volvieron a unificarse.